# Olympiska sommarspelen 1924
Olympiska sommarspelen 1924 var de åttonde moderna olympiska spelen och hölls i Paris i Frankrike från den 4 maj till den 28 juli. Cirka 674 000 betalande åskådare bevistade tävlingarna.

## Förlopp
Stadiontävlingarna började den 5 juli, men fotbolls- och rugbyturneringarna hade spelats i maj–juni och skyttetävlingarna avgjordes i juni. Vid tävlingarna i Paris introducerades den olympiska devisen Citius, Altius, Fortius (snabbare, högre, starkare) och det var också första gången man vid avslutningsceremonin hissade tre flaggor: den femringade olympiska flaggan, värdnationens flagga och nästa värdnations flagga.
Tävlingarna vid spelen i Paris var på en betydligt högre nivå både när det gäller resultaten och arrangemangen än i Antwerpen 1920.

Karta över spelplatser och listning (på franska) av idrottsgrenarna under spelen.